# Katseye
Katseye is een wereldwijde meidengroep gevestigd in Los Angeles, Californië. De groep bestaat uit zes leden: Manon, Sophia, Daniela, Lara, Megan en Yoonchae.
De groep werd gevormd door de realitywedstrijdserie The Debut: Dream Academy uit 2023, een samenwerking tussen Hybe Corporation en Geffen Records. Het vormingsproces van de groep werd later opgetekend in de Netflix-documentaireserie Popstar Academy: Katseye, waarin het auditieproces, de intensieve training en de vorming van de groep werden beschreven. 
Katseye debuteerde in juni 2024 met de single 'Debut', gevolgd door hun doorbraaksingle 'Touch'  Ze brachten later dat jaar hun eerste Extended play (EP), SIS (Soft Is Strong), uit. Hun tweede EP, Beautiful Chaos, uitgebracht in juni 2025, kwam binnen op nummer 4 in de Billboard 200, hun best scorende release tot nu toe.

## Naam
In een interview met InStyle legde groepslid Sophia uit dat de naam Katseye is afgeleid van de edelsteen chrysoberyl, met name de cymofaanvariëteit, die algemeen bekend staat als 'kattenoog' vanwege het kenmerkende optische effect waarbij licht anders lijkt te verschuiven en reflecteren wanneer bekeken vanuit verschillende hoeken. Deze symboliek werd gekozen om de diverse persoonlijkheden, talenten en multinationale achtergronden van de leden te vertegenwoordigen. Het was aanvankelijk de bedoeling dat de groep de naam 'Catseye' zou krijgen, maar tijdens een interview met LA-radiostation KIIS-FM werd onthuld dat Lara voorstelde de spelling te veranderen in 'Katseye', wat volgens de leden de naam een meer onderscheidend en gestileerd uiterlijk gaf.

## Leden
- Manon (Zwitserland)
- Sophia (Filippijnen)
- Daniela (Verenigde Staten)
- Lara (Verenigde Staten)
- Megan (Verenigde Staten)
- Yoonchae (Zuid-Korea)

## Discografie
- SIS (Soft is Strong) (2024)
- Beautiful Chaos (2025)